# هيندبورن (دائرة انتخابية في المملكة المتحدة)
هيندبورن  (بالإنجليزية: Hyndburn)‏ هي إحدى الدوائر الانتخابية في المملكة المتحدة الممثلة في مجلس العموم في برلمان المملكة المتحدة.
عضو البرلمان الذي يمثلها حالياً هو :Mr Greg Pope (Lab).